# Ethoxid sodný
Ethoxid sodný (též ethanolát sodný) je organická sloučenina patřící mezi alkoxidové soli. Má chemický vzorec C2H5ONa. Za běžných podmínek se jedná o bílou tuhou látku.

## Příprava
Ethoxid sodný je komerčně dostupný jako tuhá látka nebo rozpuštěný v ethanolu. Lze ho snadno připravit reakcí kovového sodíku s ethanolem:
2 C2H5OH + 2 Na → 2 C2H5ONa + H2
Alternativní, levnější cestou je reakce hydroxidu sodného s bezvodým ethanolem. Takto se převede většina hydroxidu na ethoxid, vyšší čistoty lze dosáhnout odstraněním vody, například refluxem skrz kolonu s desikantem, čímž se posouvá rovnováha směrem vpravo.
C2H5OH + NaOH ⇌ C2H5ONa + H2O
Ethanolový roztok se při skladování postupně zbarvuje červeně, protože podléhá vzdušné oxidaci.

## Použití
Ethoxid sodný se běžně používá v Claisenově kondenzaci a syntéze malonesterů, je-li jedním z reaktantů ethylester. Ethoxid může buď deprotonovat α-pozici na esteru nebo může ester podléhat nukleofilní substituci. Pokud je výchozí surovinou ethylester, nemůže dojít ke změně uspořádání, protože produkt je identický s výchozím materiálem.

## Bezpečnost
Ethoxid sodný je silně zásaditý. Prudce reaguje s vodou za vzniku hořlavého ethanolu a žíravého hydroxidu sodného. Snadno se také oxiduje, což může být nebezpečné při smísení s elektrofilními látkami.
C2H5ONa + H2O → C2H5OH + NaOH